# Barrio Obrero de Cabimas
Este artículo trata sobre el conjunto de gaita zuliana; para la localidad, véase Barrio Obrero Cabimas.
Barrio Obrero de Cabimas es un conjunto gaitero de la ciudad de Cabimas,Estado Zulia. Fundado en 1955, Se ha destacado por defender el uso de instrumentos tradicionales en la gaita: 4 furros, 2 cuatros, 2 tamboras, maracas, charrascas, voces de hombres y mujeres, por lo que su sonido es diferente a los de otros grupos del mismo género.

## Origen
Fundado en 1955, en Campo Obrero, barriada de Cabimas, que posteriormente se denominaría Barrio Obrero. Un grupo de jóvenes, por iniciativa de los hermanos Héctor y Alberto Silva Narváez, tomó la decisión de formar un conjunto de gaitas después de presenciar una parranda gaitera en la casa del señor Ernesto Prieto en Puerto Escondido, un pueblo costanero aledaño a Cabimas. Los fundadores de este grupo resolvieron canalizar sus inquietudes juveniles hacia el propósito del rescate y la defensa de los valores culturales tradicionales.
En el año 1964 comienza su etapa de grabaciones. Desde ese mismo momento se caracterizan por la interpretación de gaitas de protesta y de corte religioso, que constituyen el propósito primogénito de este género folclórico, y por su empeño en conservar las características típicas y folclóricas de la gaita pura. La de furro, tambora, charrasca, cuatro y maracas, acompañada de voces masculinas y femeninas.
A sus filas se unieron dos figuras que lograron notoriedad al lado del conjunto, ellos fueron José Chiquinquirá Rodríguez “Chinco” y Bernardo Bracho, el primero compositor y el segundo gran intérprete de la obra de Chinco. Componiendo temas como “Así es Maracaibo”, “Gaita a Bobures”, “Cabimas la Cenicienta”, Obras de referencia dentro de la gaita y su historia, muy respetadas y apreciadas por el medio gaitero.
Barrio Obrero se ha sembrado en el sentimiento popular, y les fue concedido el premio Ronda, por primera vez ganado por un auténtico conjunto de gaitas. 
En 1982 ha sido condecorado como “Patrimonio Histórico Cultural del Distrito Bolívar”, hoy Municipio Cabimas, y como “Patrimonio folklórico musical de Estado Zulia” en 1990. Así como el “Botón de Oro de la Zulianidad” otorgado en enero de 2002 por la Gobernación del Estado por mencionar algunas de las más importantes.
Barrio Obrero de Cabimas es el grupo activo más antiguo dentro de la gaita en el país, con 70 años. Actualmente se mantiene difundiendo e interpretando gaitas en su más pura y tradicional forma, siendo dirigido por la 3era. y 4ta. generación de relevo en Cabimas y EEUU.

## Primeras Gaitas
El Conjunto Barrio Obrero durante su primera etapa interpretaba las gaitas de los grupos que más se oían en ese momento, como: “La carretera de Machiques a Colón”, “La Cabra Mocha”, “El Chucuruley”, “La Hoja de Oro”, “Felices Pascuas”, “Real Carúpano”, etc.
La primera gaita propia del conjunto fue compuesta, en 1958, con motivo del derrocamiento del gobierno de Marcos Pérez Jiménez, . No poseeian ninguna experiencia al respecto; fue el producto de una inspiración que recogía el sentir del pueblo, a lo que se llamó “El espíritu del 23 de enero”.
La segunda gaita, arreglo de  Hector Silva.  Permitió obtener una mención especial en un concurso realizado en Maracaibo. Este concurso fue promovido por “Pro Venezuela” y las gaitas concursantes debían ser dedicadas a esa institución. Esta Mención tuvo un gran mérito, al enfrentar, por primera vez, a los mejores conjuntos gaiteros de Maracaibo, entre cuyos integrantes se encontraban, Jesús Bracho Lozano, uno de los gaiteros más famosos del Estado Zulia.
Su primera participacion en el concurso radial. Consistió en una gaita de pie quebrado.  Dedicada a Radio Libertad, compuesta por Víctor Vega.
Obtuvieron el primer premio. En un concurso realizado en Radio Cabimas, Con una gaita compuesta por Jesús Amado Herrera Vásquez. Quien posteriormente seria contratado por la cervecería Zulia  para componer una gaita dedicada a Carloni el patinador,  patinador que llegó a Cabimas y que se hizo muy popular, como vendedor de cerveza fina. 
Con motivo de la visita que realizó a Maracaibo el Presidente de México, Adolfo López Mateos, Compuesta por  Víctor Vega, fue interpretada una gaita en la que se mezclan algunos símbolos de Venezuela y México , con los colores de sus banderas en un agasajo realizado en la Residencia del Gobernador del Estado Zulia.

## Éxitos
El conjunto ha tenido grandes temas como 
| - Así es Maracaibo - Gaita a Cabimas (Mal citada por algunos como Cabimas la Cenicienta) - Bobures - Señora de mis Pensamientos - Cabimas siempre Cabimas - Dos regalos - Oh Madre mia - Un ojo dimos - Por ahora - La gaita del viejo | - Con la pepa de Billy Queen - Coman sardinas - Apaga el televisor - Alerta Orinoco alerta - Chupá Balancín Chupá - Donde Queda Eso - Feliz Año - La Primitiva - Amanecer Zuliano - Cantame una Gaita asi |

entre otras.

## Reconocimientos
- En 1982 fue declarado patrimonio cultural del Distrito Bolívar (actuales municipios Santa Rita, Cabimas, y Simón Bolívar).
- En 1990 es declarado patrimonio folclórico cultural del estado Zulia.
- 2002 Botón de oro de la zulianidad otorgado por la gobernación del estado Zulia.[1]

## Discografía
Desde 1955, Barrio Obrero edita un disco todos los años, frecuentemente llamado "Barrio Obrero" y el número del año. Otros, como el disco de 1994 "Chupa Balancín Chupá", han tenido título. En el 2005, editaron un disco doble para celebrar sus 50 años, en el cual participaron destacadas figuras nacionales tales como: Reynaldo Armas, Tino Rodríguez, Gustavo Aguado, Gualberto Ibarreto, Leopoldo Blanco, Rafael Rincón González, Francisco Pacheco, Cecilia Todd, Memo Morales, Nerio Ríos, Lilia Vera, María Teresa Chacín, Rey Armas, Deyanira Emanuels, Freddy Bermúdez, Emiro Delfín, Pilo Zutachi, entre otros, y agrupaciones como: Ensamble Gurrufío, Quinto Criollo y El Cuarteto.
La producción del año 2007 se llama "Con el sonar de los furros". La producción del año 2008 se llama "Mi Rosarito" y viene con el tema "¿Dónde queda eso?". En el 2009, lanzan "Homenaje" para conmemorar los 300 años de aparición de la Virgen de Chinquinquirá, también llamada La Chinita. En el 2010, la agrupación celebra 55 años con una producción que lleva ese nombre y se destacan temas como una versión de "Paraguaipoa" por Alexis Delgado y "Virgen de Chiquinquirá" cantada por Carmencita Silva.
- 1964: Barrio Obrero Canta (Afición Gaitera, Navidad Zuliana, Las Extravagancias...)
- 1965: Cantares Venezolanos (Así es Maracaibo, Gaita a Cabimas, Gaita Primitiva...)
- 1966: Folklore Zuliano (El Gaitón, Golpe Sabroso, La Cena...)
- 1969: Así es Maracaibo Cuatricentenario (Bobures, El Parrandón, Noches de Maracaibo...)
- 1971: Este Sí es el Conjunto Barrio Obrero (Así son las cosas, El Sindicalismo, Las Maravillas del Zulia...)
- 1972: Variedades Folklóricas en Navidad (El Tinajón, Gaita Playera, Pa' Viaje...)

## Integrantes Activos y Personajes Historicos
Activos:
```
En Cabimas, Venezuela.
```

José Cheo Silva (Director General, 1.º. Furro) Tito Delgado (Compositor, cantante) José A. Delgado (Tambora 1) Guzmán Figueroa (Solista y coros) Wilmer Vargas (1.º Cuatro) Francisco Javier Yoris (Director musical, compositor, 2.º Cuatro) Alexis Delgado (Solista y coros) María Luisa Quijada (Coros), Ingrid Falcón (Solista y coros), Yornelis Acurero (Solista y coros), Jinneth Silva Quijada (Coros), Rixio Nava (Solista y coros), José Acosta (Solista y coros), Oscar Morales (Solista y coros), Enrique Bracho (Charrasca), Rixon Rodríguez (Furro), Argenis González (2.º tambora), Moisés Silva (Furro), Jesús Urribarri (Furro, compositor), Víctor Pinillo (Charrasca).
En EEUU (HOUSTON Y MIAMI),:
Carmencita Silva, Lula Silva, Alejandro Nano Silva Vega (Director, Compositor), Víctor Silva Vega (Furrero), Héctor Eduardo Silva Datica (Coordinador, Cuatrista y Furrero), José "Toño" Silva (Solista, Coros) Alejandro Silva Manzano (Solista) , Víctor Manuel Silva (Tambora) Eillen Marín (Coros), Carlos Javier Silva Petit (Solista,Coros), Alberto J. Silva Petit (Coordinador y Furrero), Frank Diaz (Tambora) Magalita Manzano (Solista,Coros).

Personajes Históricos:
Alberto Silva Narváez (Director / Cofundador, Compositor y Cantante) (+) Héctor Silva Narváez (Director Fundador, Furrero pionero, Compositor) (+) José Chiquinquirá Rodríguez "Chinco Rodríguez" (Compositor) (+) Bernardo Bracho (Compositor y Cantante) (+) Ramon Yoris (Compositor y Cantante) (+) Joaquín Tito Manzano (Compositor) (+) Ramon Herrera (CoFundador, Compositor y Cantante) (+) José Daniel Silva Petit (Cantante) (+) Luis Ruiz "El Panameño" (Tamborero) (+) Luis Contreras "Lulo" (Charrasquero) (+)
Magaly Herrera (Cantante) Retirada José Bambaito Guzmán (Compositor y Cantante)(+) Retirado (Nota: lista en elaboración) Justo Montenegro (Cantante Retirado), Antonio González (Furrero retirado).